# Foirexpo de Niort
 (janvier 2012).
Si vous disposez d'ouvrages ou d'articles de référence ou si vous connaissez des sites web de qualité traitant du thème abordé ici, merci de compléter l'article en donnant les références utiles à sa vérifiabilité et en les liant à la section « Notes et références ».
 (janvier 2012).
La Foire-exposition de Niort se tient chaque année fin avril-début mai. Elle s'inscrit dans une longue tradition de foires agricoles remontant au Moyen-Age. En 1923, a lieu la première "Foire-exposition du Poitou, de la Saintonge et du Centre-Ouest  à l’initiative du maire Emile Marot.  
La foire se tenait initialement sur la Place de la brèche jusqu'à la création en 1972 du Parc des expositions de Niort sur le site de Noron.
Elle accueille chaque année plusieurs dizaines de milliers de visiteurs.

## Thèmes annuels
- 2001 : Mongolie
- 2002 : Écosse
- 2003 : De jardins en parfums
- 2004 : Tibet - Venue exceptionnelle du Dalaï-lama le 8 mai à Niort[3].
- 2005 : Brésil
- 2006 : Indonésie
- 2007 : Les cités amies de Niort en Europe (Villes jumelées avec Niort)
- 2008 : Costa Rica
- 2009 : Sahara
- 2010 : Le bois (en lien avec le festival Teciverdi)
- 2011 : La route des épices
- 2012 : Nos cousins du Québec
- 2013 : Le rugby et L'Australie
- 2022 (28 avril au 2 mai) : La Polynésie française
- 2023 (28 avril-2 mai): 100ème anniversaire
- 2024 (27 avril-1er mai): Le Québec
- 2025 (30 avril-4 mai) : La Louisiane